# Жовтий прапор
[Споконвічно] Жовтий Прапор (кит.: 正黃旗) — один з восьми прапорів маньчжурських збройних сил і суспільства за часів династій Пізня Цзінь і Цин у Китаї.

## Опис
Жовтий прапор був одним із трьох «верхніх» знаменних армій під безпосереднім командуванням самого імператора і одним із чотирьох прапорів «правого крила». Простий жовтий прапор був первісним прапором, яким особисто командував Нурхаці. Простий жовтий прапор і Жовтий прапор з облямівкою були відокремлені один від одного в 1615, коли війська первісних чотирьох знаменних армій (Жовтий, Синій, Червоний та Білий прапори) були розділені на вісім шляхом додавання варіанта з облямівкою до дизайну кожного знамени. Після смерті Нурхаці його син і наступник Хунтайцзі став ханом і взяв під свій контроль обидва жовті прапори. Пізніше імператор Шуньчжі прийняв Білий прапор після смерті свого регента та дядька Доргоня, якому він раніше належав. З цього моменту імператор безпосередньо контролював три «верхні» прапори (Жовтий, Жовтий з облямівкою та Білий), на відміну від п'яти інших «нижніх» прапорів.
Прапор Простого Жовтого Прапора згодом став основою Прапора династії Цин.

## Відомі люди
- Сонін (регент) (1601-1667), один з чотирьох регентів Цинської імперії в 1661-1667
- Принц Юнсі (1680-1726), восьмий син імператора Кансі
- Цішан (1786-1854), монгольський дворянин та чиновник імперії Цін
- Дружина Шу (1728-1777), одна з дружин імператора Цяньлуна
- Тулішень (1667-1741), маньчжурський чиновник і дипломат імперії Цин
- Імператриця Сяогонжень (1660-1723), дружина імператора Кансі
- Цзу Дашоу (китаєць)
- Ген Чжунмін (китаєць)
- Тянь Веньцзін (китаєць)

## Відомі клани
- Хешери
- Ген
- Зу
- Тіан
- Клан Нара
- Аян Геро
- Уя
- Борджігін
- Шумуру
- Магія
- Донгго
- Янджа
- Чень
- Вумить
- Чжен
- Чжоу
- Ван
- Лі
- Еджо